# Sarah Dawn Finer
Sarah Dawn Finer (Stockholm, 14 september 1981) is een Zweedse singer-songwriter en actrice. Haar vader is afkomstig van Londen, en haar moeder van New York, maar ze is geboren en opgevoed in Zweden.

## Biografie

### Carrière
In 2006 bracht ze haar eerste album uit. Een jaar later nam ze deel aan Melodifestivalen 2007 met het lied I remember Love. Het lied werd uiteindelijk vierde in de finale en werd een grote hit in Zweden. Twee jaar later keerde ze terug naar Melodifestivalen en werd nu zesde met Moving on. Het lied bereikte wel de derde plaats in de Zweedse hitparade en dat jaar mocht Finer ook de punten van Zweden voorlezen op het Songfestival in Moskou.

### Lynda Woodruff
In 2012 was ze een van de drie presentatrices van Melodifestivalen. Voor de finale speelde ze ook een typetje, genaamd Lynda Woodruff. Ze is een Engelse vertegenwoordiger van de EBU die spreekt met een Estuary English-accent. Haar geografische kennis is beperkt en ze heeft moeite met het uitspreken van moeilijke woorden als Azerbaijan. Ze nam haar alter ego opnieuw op bij het voorlezen van de Zweedse punten in de finale van het Songfestival. Bij Melodifestivalen 2013 nam ze de rol opnieuw op om gaststad Malmö voor te stellen. Omdat haar typetje zo in de smaak valt mocht het ook aantreden op het Eurovisiesongfestival 2013 in Malmö, waar ze gastland Zweden op een ludieke manier voorstelt aan het grote publiek. Ter ere van de zestigste editie van het Eurovisiesongfestival in 2015 werd een special gemaakt, genaamd Eurovision Song Contest's Greatest Hits. Ook hier was Lynda Woodruff van de partij en interviewde ze oude kandidaten en stelde ze gaststad Londen voor, opnieuw op een ludieke manier. Met Eurovisiesongfestival 2016 kreeg Lynda Woodruff als zogenaamd woordvoerder van de EBU ruimte om enkele vragen te beantwoorden.